# José León Domínguez
José León Domínguez (Ciudad de Mendoza, Virreinato del Río de la Plata, 1777 - Buenos Aires, Argentina, octubre de 1833) fue un militar y político argentino que participó en la guerra de independencia y en las guerras civiles de su país, y ejerció como gobernador de la provincia de Corrientes.

## Biografía
Establecido como comerciante desde joven en Buenos Aires, participó en la lucha contra las Invasiones Inglesas. Desde entonces perteneció a las milicias porteñas.
Asistió al cabildo abierto del 22 de mayo, y votó por la deposición del virrey.
Se incorporó a la primera expedición auxiliadora al Alto Perú; era considerado partidario de Cornelio Saavedra y –por eso mismo– opositor al jefe político del Ejército del Norte, Juan José Castelli. Combatió en Cotagaita, Suipacha y Huaqui. Durante la retirada que siguió a este desastre, reprimió varias sublevaciones, entre ellas una de suboficiales del mismo ejército.
A fines de 1811 regresó a Buenos Aires, donde fue nombrado subjefe del Regimiento Número 2 de infantería. Fue enviado a guarnecer la villa de Rosario, pero fue derrotado al intentar detener un ataque de fuerzas realistas enviadas desde Montevideo. Desde entonces fue comandante de la batería de Punta Gorda, del lado entrerriano del río Paraná.
En julio de 1813 fue nombrado teniente de gobernador de la provincia de Corrientes. Prestó algunos servicios aprovisionando a los ejércitos patriotas, sobre todo al que sitiaba Montevideo.
A principios de 1814, los soldados correntinos de la división de Artigas, que habían abandonado el sitio, comenzaron a divulgar las ideas federales y a rechazar la autoridad del Directorio y – por consiguiente – del gobernador, nombrado por éste. Estas ideas lograron el apoyo de los gauchos del campo, y también de buena parte de la población de la capital provincial.
En mayo de 1814, notando la efervescencia popular en su contra y considerando la inminencia de una revolución, Domínguez intentó embarcarse hacia Buenos Aires y llevarse todas las armas, documentos y dinero. Pero el jefe de la compañía de dragones, teniente Juan Bautista Méndez, lo detuvo y se nombró a sí mismo gobernador. Ese día nació la provincia de Corrientes como entidad política autónoma; Méndez fue confirmado por el cabildo unos días más tarde.
Una semana más tarde, Domínguez fue autorizado a retirarse a Buenos Aires, pero sin las tropas, armas, dinero ni documentos oficiales.
Al llegar a la capital, fue nombrado segundo jefe del batallón de infantería comandado por el coronel Juan Bautista Bustos, con el cual marchó a incorporarse al Ejército del Norte. Pero el gobernador salteño Güemes, sospechando que el jefe de la división, Domingo French, intentaría deponerlo del mando, no los dejó pasar hacia el Alto Perú. Cuando finalmente fueron autorizados a seguir camino, ya había ocurrido la derrota de batalla de Sipe Sipe, que puso fin a la tercera expedición auxiliadora al Alto Perú.
De regreso en Tucumán, fue puesto al mando de un regimiento de infantería, con el grado de coronel. El Ejército –o lo poco que quedaba de él– permaneció tres años en esa ciudad, sin posibilidades de avanzar sobre el enemigo hacia el norte.
En 1819 participó en la campaña contra el caudillo santafesino Estanislao López, que quedó truncada por el motín de Arequito. Se mantuvo fiel al general Francisco Fernández de la Cruz, y regresó con él a Buenos Aires.
A mediados de 1820 se trasladó con el general Fernández de la Cruz y el coronel Bruno Morón a Mendoza, donde colaboró en el gobierno de Tomás Godoy Cruz. Al producirse la invasión de la montonera del general chileno José Miguel Carrera, formó un batallón con el cual luchó a órdenes de José Albino Gutiérrez en la victoria de Punta del Médano.
En 1822 regresó a Buenos Aires, pasando a retiro por la reforma militar. Al estallar la Guerra del Brasil, el gobierno le encargó formar una batería en Punta Gorda, donde había servido doce años antes, pero finalmente no se incorporó al ejército.
Fue reincorporado al ejército en octubre de 1828 por orden del gobernador Manuel Dorrego. En diciembre se unió a la revolución unitaria dirigida por Juan Lavalle, y combatió a sus órdenes durante el sitio de Buenos Aires por las tropas de Juan Manuel de Rosas. En agosto de 1829 se exilió en Montevideo, regresando en junio de 1831, fecha en que fue pasado oficialmente a retiro.